# 凹叶球兰
凹叶球兰（学名：Hoya obovata var. kerrii）为夹竹桃科球兰属的变种。分布于泰国以及中国大陆的广东等地，目前尚未由人工引种栽培。